# 麥可·崔西
麥可·崔西（英語：Michael Tracey，1988年8月8日—）是一名美國獨立記者，報導的話題包括美國政治、言論自由、審查制度和美國文化戰爭等。

## 生平
崔西主要在Medium和Substack上發表文章。他的一些文章也刊登在《每日野獸》、《新共和》和《國家》等媒體上。
2017年至2018年間，崔西在進步派媒體《青年土耳其人》擔任記者。
2017年，崔西在採訪民主黨籍聯邦眾議員瑪克辛·華特斯時，華特斯最後推開了崔西拿著麥克風的手而離開，有關的影片一度引發熱議。
在2020年，崔西報導了因喬治·佛洛伊德之死引發的示威活動當中的騷亂，並批評主流媒體忽略了這些騷亂。

## 政治立場和觀點
崔西曾經是伯尼·桑德斯的支持者。在2020年美國總統選舉的民主黨初選中，他支持圖茜·加伯德。他一直以來是民主黨和通俄門調查的強烈批評者，但不支持川普。
2021年2月，他在推特上稱民主黨籍聯邦眾議員亞歷山卓亞·歐加修-寇蒂茲自曝是性侵犯倖存者的說法是「情緒操縱」。

## 外部連結
- 麥可·崔西的X（前Twitter）
- YouTube上的麥可·崔西頻道